# Entrai, entrai, pastorinhos
"Entrai, entrai, pastorinhos", ou, alternativamente, "A pombinha vai voando" ou ainda "Bem pudera Deus nascer", é uma cantiga de Reis tradicional de origem portuguesa também conhecida no Brasil.

## História

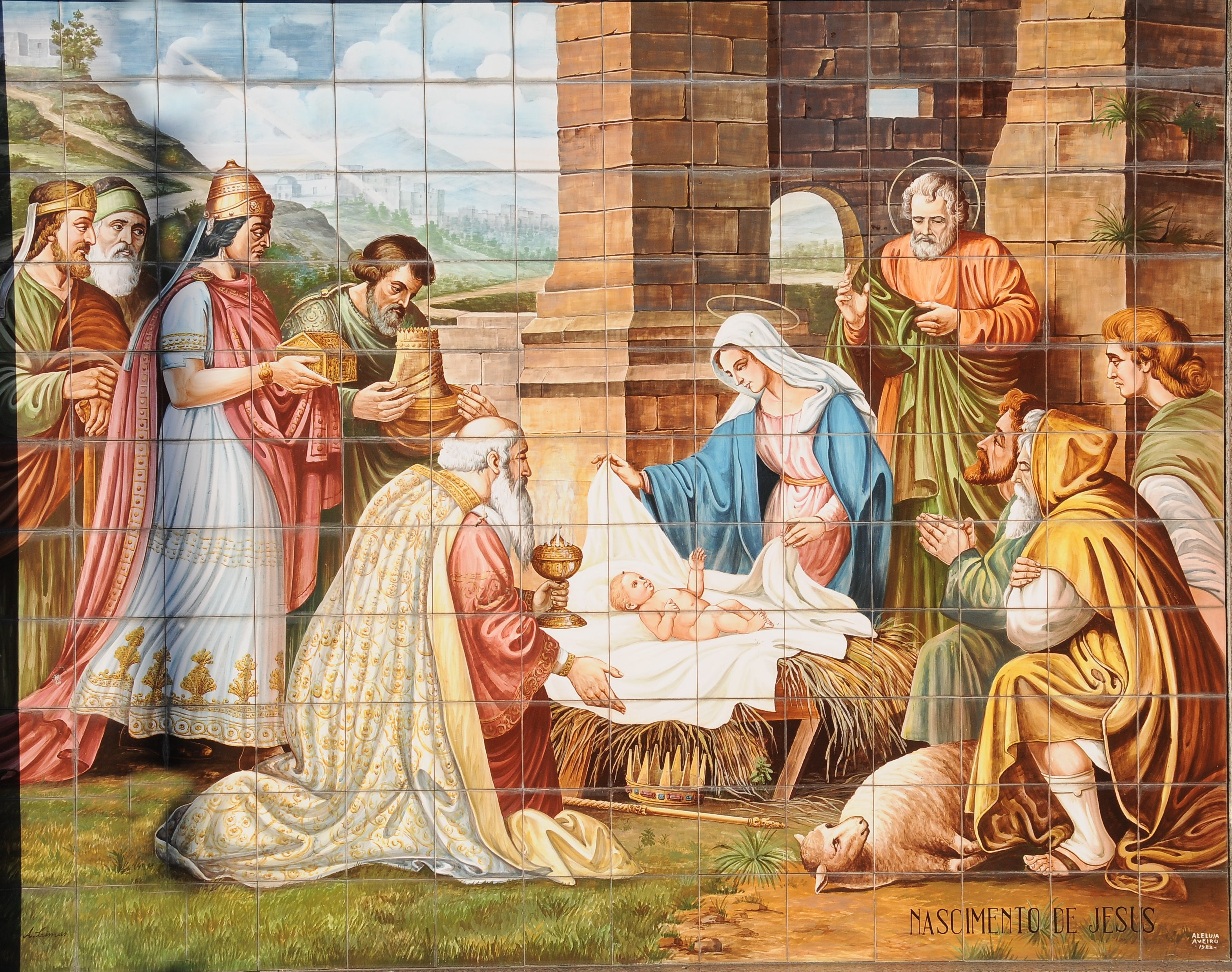
Nascimento de Jesus (1988), azulejos representando simultaneamente a adoração dos pastores e magos.

A cantiga "Entrai, entrai, pastorinhos" foi composta durante o século XVIII por um autor português atualmente desconhecido. No final do século seguinte, em 1893, foi publicada com o nome "Ao Menino Deus" por César das Neves no primeiro fascículo do seu Cancioneiro de Músicas Populares, arranjada para canto e piano. Aí, a composição surge descrita como uma "loa pastoril", não apresentando qualquer indicação sobre a sua proveniência.
A versão com o incipit "A pombinha vai voando" surgiu, por sua vez, no ano de 1913 n'As Velhas Canções e Romances Populares Portugueses da autoria do etnógrafo português Pedro Fernandes Tomás. A letra já tinha sido recolhida e publicada em 1845 por José Maria Campelo na Revista Universal Lisbonense. Existe algum grau de contradição entre os dois autores, que não permite esclarecer as omissões de César das Neves. Enquanto que Pedro Fernandes Tomás garante que a composição seria um "canto dos Reis" célebre em todo o território português, José Maria Campelo refere que as trovas pertenciam a um "descante de Reis" da província do Minho.
Quanto a "Bem pudera Deus nascer", foi recolhida e publicada por Manuel Tino na segunda metade do século XX.
A composição é também conhecida no Brasil, onde se destacou na interpretação da cantora e folclorista brasileira Inezita Barroso.

## Letra
A música da composição é relativamente estável, contudo, a letra é bastante mutável, existindo diversas variações com diferentes quadras. O tema das três versões apresentadas é invariavelmente a adoração dos pastores. "A pombinha vai voando" inclui também quadras referentes à adoração dos três Reis Magos, claramente apropriadas ao seu uso como cantiga de Reis.

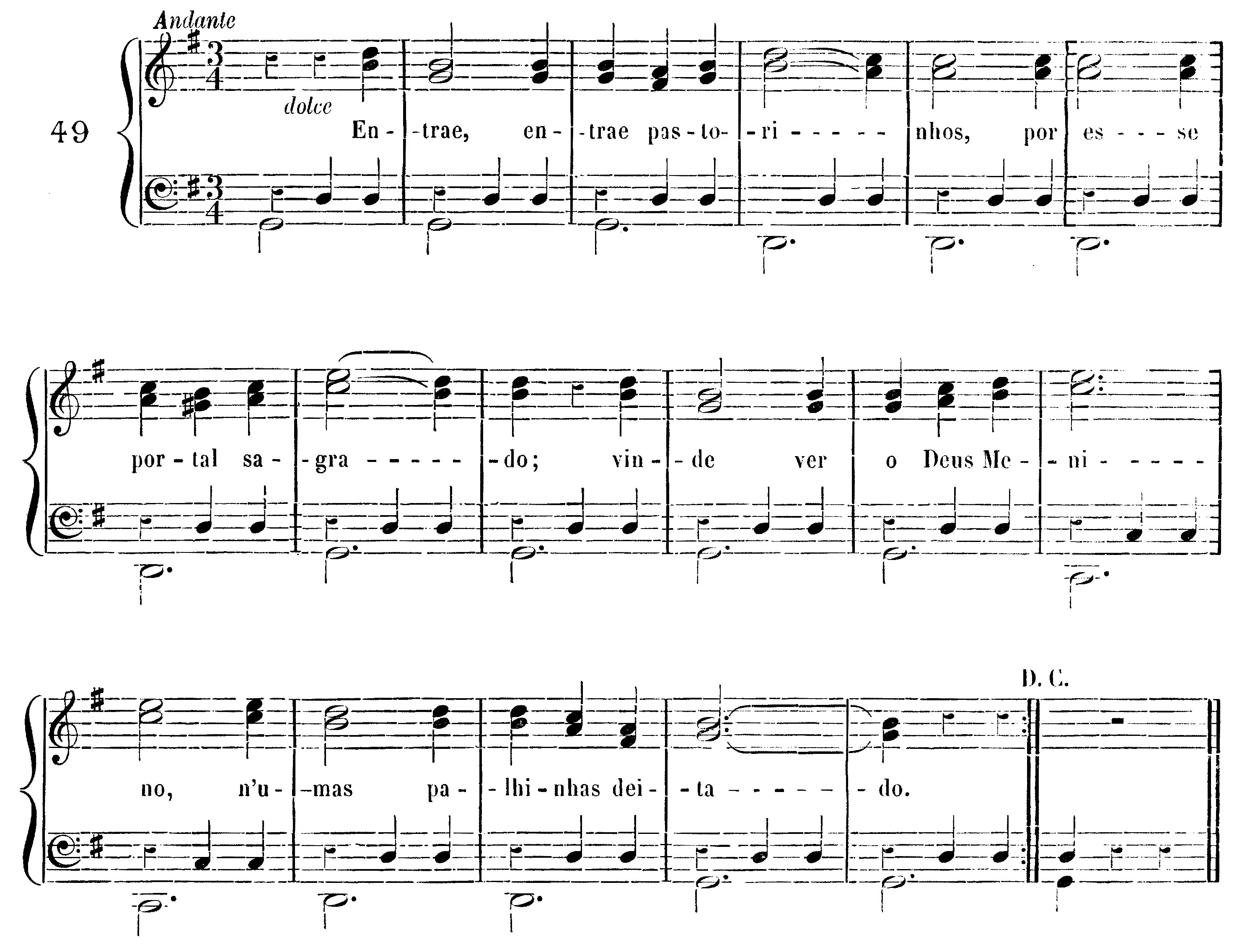
Melodia de "Entrai, entrai, pastorinhos" tal como foi transcrita por César das Neves.

| Entrai, entrai, pastorinhos (excerto)                                                                          | A pombinha vai voando (excerto)                                                                             | Bem pudera Deus nascer                                                                             |
| --- | --- | -------------------------------------------------------------------------------------------------- |
| Entrai, entrai, pastorinhos, Por este portal sagrado; Vinde ver o Deus Menino, Numas palhinhas deitado.        | A pombinha vai voando, Voando vai à porfia, A ver quem chega primeiro Aos pés da Virgem Maria.              | Bem pudera Deus nascer Em cama de pedraria: Mas, pra dar exempl' ao mundo, Nasceu numa estrebaria. |
| As palhinhas deitam lírios; Menino, sois meus alívios. As palhinhas deitam cravos; Menino, sois meus cuidados. | Não vos demos as janeiras, Porque são dos lavradores; Vimos cantar-vos os Reis Que são dos nobres senhores. | Ó meu Menino Jesus, Vestido de azul-celeste! Hei de pedir à Senhora Para ser Ele o meu Mestre.     |
| — Oh meu menino Jesus, Oh minha mimosa flor; Fizestes-vos tão pequenino, Sendo tão grande Senhor! […]          | Senhores fui a Belém E de lá vim admirado, De ver a Jesus, meu bem, Numas palhinhas deitado. […]            | |

## Discografia
- 1974 — A Festa do Natal. Inezita Barroso. Som. Faixa 5: "Entrai, pastorinhas".
- 2011 — O Brasil de Inezita Barroso. Inezita Barroso. Copacabana. CD 06. Faixa 14: "Entrai, pastorinhas".